# Caméfito

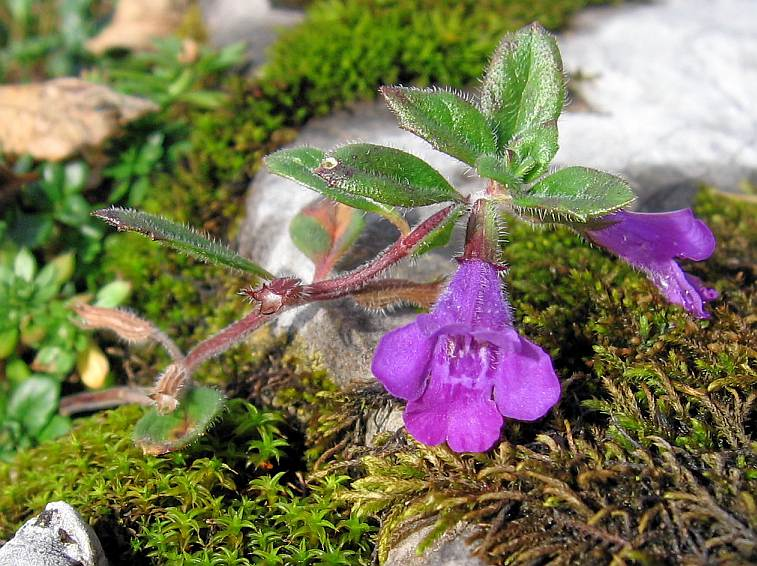
Acinos alpinus

Caméfito é a designação botânica dada a plantas de pequeno porte. Segundo o sistema de Raunkiær, neste biótipo incluem-se plantas lenhosas ou herbáceas vivazes, cujas gemas de renovo se encontrem sempre acima da superfície até aos 50 cm de altura em média (20 cm em climas frios e 100 cm nos quentes). Classificam-se em: 
- Caméfitos subarbustivos Acinos alpinus, Evolvulus tennuis
- Caméfitos arbustivos Vaccinium myrtillus, Gutierrezia gilliesii
- Caméfitos pulviniformes Armeria, Azorella compacta
- Caméfitos rosulados Bromelia serrae, Agave deserti
- Caméfitos suculentos Sedum brevifolium, Allenrolfea occidentalis
- Caméfitos graminóides Stipa gigantea, Festuca orthophylla
- Caméfitos espaldeira Loiseleuria procumbens
- Caméfitos reptantes Hieracium castellanum, Bromelia hieronymi
- Caméfitos erráticos Tillandsia